# Ideal (motorfiets)
Ideal is een Duits historisch merk van motorfietsen.
De bedrijfsnaam was: Eduard Alfred Pachtmann, Dresden.
Eduard Pachtmann begon in 1924 lichte motorfietsen te produceren. Hij voorzag ze van een 173cc-tweetaktmotor die hij zelf ontwikkeld had. Dat was opmerkelijk, want er waren in ruime mate inbouwmotoren voorhanden, waar honderden kleine Duitse motorproducenten gebruik van maakten. Dergelijke kleine merken, zoals ook Ideal, moesten het echter hebben van klanten in hun eigen regio en door de enorme concurrentie was groei nauwelijks mogelijk. Toen in 1925 ruim 150 van deze merken van de markt verdwenen, was Ideal er daar een van. 